# Salitrillo, Salinas
Salitrillo är en ort i Mexiko.   Den ligger i kommunen Salinas och delstaten San Luis Potosí, i den centrala delen av landet, 500 km nordväst om huvudstaden Mexico City. Salitrillo ligger 2 164 meter över havet och antalet invånare är 755.
Terrängen runt Salitrillo är lite kuperad. Runt Salitrillo är det glesbefolkat, med 13 invånare per kvadratkilometer. Närmaste större samhälle är Salinas de Hidalgo, 7,9 km sydost om Salitrillo. Omgivningarna runt Salitrillo är i huvudsak ett öppet busklandskap.